# Исланд на Европском првенству у атлетици у дворани 2019.
Исланд је учествовао на 35. Европском првенству у дворани 2019 који се одржао у Глазгову, Шкотска, од 1. до 3. марта. Ово је било двадесет четврто европско првенство у дворани од 1972. године од када је Исланд први пут учествовао. Репрезентацију Исланда представљала су 2 такмичара (1 мушкарац и 1 жена) који су се такмичили у 2 дисциплине (1 мушка и 1 женска).
На овом првенству такмичари са Исланда нису освојили ниједну медаљу нити су остварили неки резултат.

## Учесници
| Мушкарци: - Хлинур Андресон — 3.000 м | Жене: - Хафдис Сигурдардотир — Скок удаљ |  |

## Резултати

### Мушкарци
| Атлетичар       | Дисциплина | Лични рекорд | Квалификације | Квалификације | Полуфинале | Полуфинале | Финале               | Финале       | Детаљи |
| Атлетичар       | Дисциплина | Лични рекорд | Резултат      | Место         | Резултат   | Место      | Резултат             | Место        | Детаљи |
| --------------- | ---------- | ------------ | ------------- | ------------- | ---------- | ---------- | -------------------- | ------------ | ------ |
| Хлинур Андресон | 3.000 м    | 7:59,11 НР   | 8:06,97       | 13. у гр. 1   |            |            | Није се квалификовао | 23 / 33 (34) |        |

### Жене
| Атлетичарка          | Дисциплина | Лични рекорд | Квалификације | Квалификације | Полуфинале | Полуфинале | Финале                | Финале       | Детаљи |
| Атлетичарка          | Дисциплина | Лични рекорд | Резултат      | Место         | Резултат   | Место      | Резултат              | Место        | Детаљи |
| -------------------- | ---------- | ------------ | ------------- | ------------- | ---------- | ---------- | --------------------- | ------------ | ------ |
| Хафдис Сигурдардотир | Скок удаљ  | 6,54 НР      | 6,34          | 16.           |            |            | Није се квалификовала | 16 / 18 (19) |        |